# Periana
Periana es un municipio español de la provincia de Málaga, en la comunidad autónoma de Andalucía. Está situado en la comarca de la Axarquía, a 58 kilómetros de Málaga, rodeado de montañas.

## Geografía

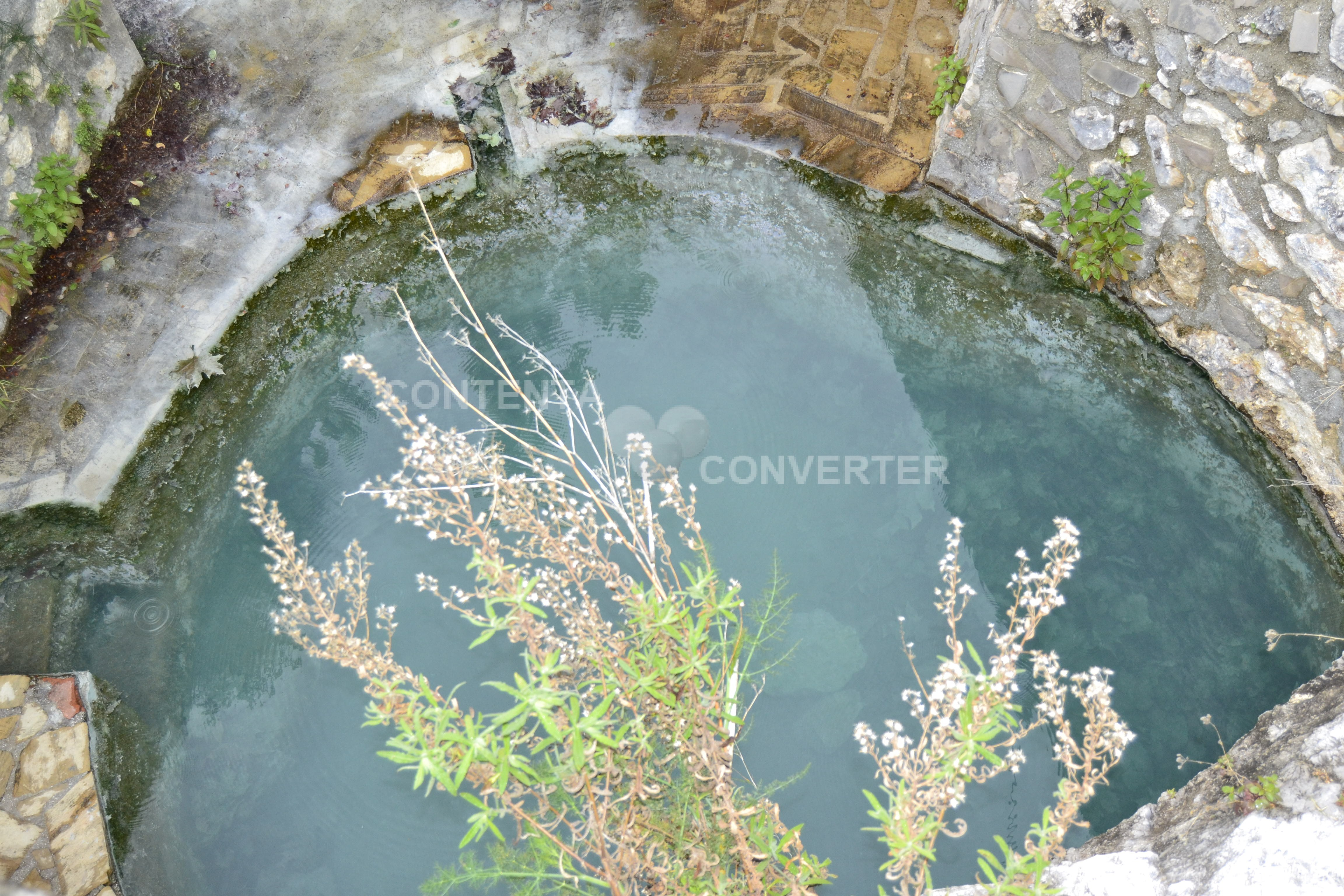
Baños de Vilo. abril de 2012

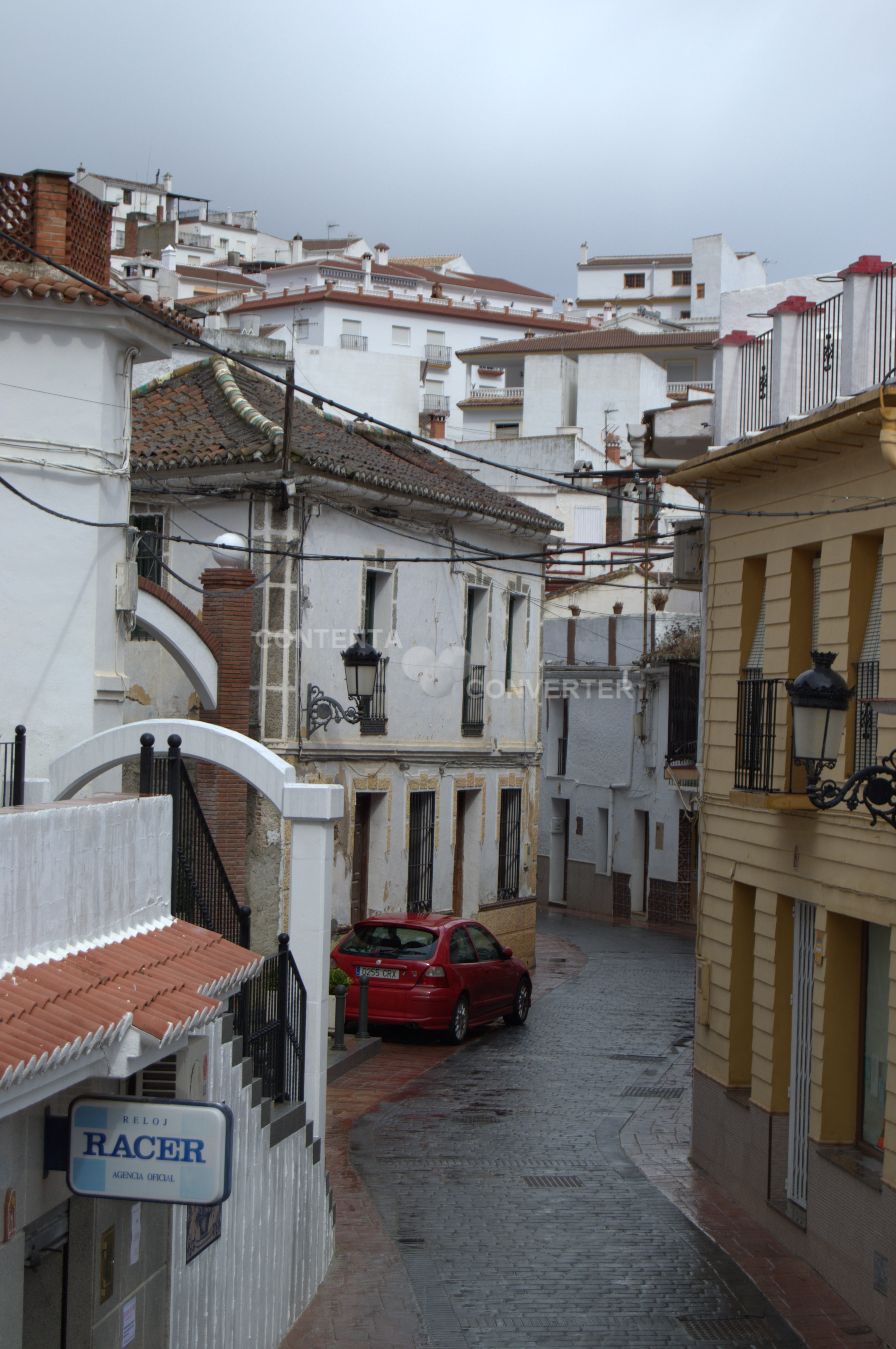
Centro de Periana. abril de 2012

Se distinguen grandes formaciones montañosas, como son las sierras de Alhama (1500 m) y de Enmedio (1416 m), además de "Sierra Tejeda". Las zonas más iluminadas de estas sierras, y zonas cercanas, se encuentran cubiertas por una variedad de encina básofila (suelos básicos) de talla media (5-9 m). Por otro lado, debido a la explotación de la madera de la encina, a la expansión de tierras de cultivo y pastoreo, o bien a su uso como coto de caza, es muy frecuente encontrar diversos tipos de matorrales (coscojar, piornal...).

## Pedanías
El municipio de Periana está rodeado de numerosas pedanías pertenecientes a esta. Son:
- Mondrón: pequeña localidad a unos 3 kilómetros de Periana. Es conocida por su magnífico aceite verdial, sus grandes olivos de más de 1000 años. En Mondrón puedes visitar la Escuela Rural CPR LAS PALOMAS, la Iglesia San Fernando, la cooperativa de aceite, el Bar Cuenca (muy conocido por sus deliciosos platos de migas y chivo). Feria de San Fernando: a finales de mayo.
- Baños de Vilo-La Negra, se encuentra entre Mondrón, Periana y Guaro. Se conoce porque aquí nacen aguas medicinales: cura heridas y es beneficiosa para la piel. También puede beberse, pero su sabor es poco agradable. Una característica de estas aguas es su olor a huevos podridos. Su acceso, baños, etc. es gratuito. Suelen ir habitantes de las pedanías más cercanas sobre todo en verano. Feria de San Juan Bautista: a finales de junio.
- La Muela: aldea pequeña que se encuentra por encima de Periana. Conocida por su fuente. Feria de La Muela: a mediados/finales de julio.
- Río Seco: es una aldea formada por casas diseminadas. Se encuentra entre Periana y Alcaucín.
- Guaro, La Laguna y La Vinagrera: Se encuentra entre Mondrón y Alfarnatejo. Es conocido por el nacimiento del Río Guaro, y por el Caserón de Guaro. Feria: a finales de julio.
- Marchamonas: Se encuentra a 1283 metros de altitud, rodeada por la Sierra de Alhama. Se caracteriza por sus cuevas antiguas, la mina Mangamasa...
- El Aguadero, Carrión: su nombre viene desde mucho tiempo atrás, cuando el agua de esta aldea servía para dar de beber a las bestias.
- El Cañuelo
- Cortijo Blanco
- Los Marines, pequeña aldea de Periana, se encuentra entre Periana y La Viña. Se caracteriza por su Iglesia que funciona como escuela, o lo que es lo mismo la capilla-escuela, que hasta el momento sigue en funcionamiento. Feria de SAN JOSÉ: 19 de marzo.
- La Viña, pequeña aldea, su nombre proviene de la antigüedad, ya que esta se caracterizaba por los numerosos cultivos de viñedos, que terminaron desapareciendo por la filoxera. Se encuentra entre Mondrón y Los Marines.
- Cerrete, Caracol.
- Regalón: pequeña aldea caracterizada por su Iglesia, que a su vez era una escuela. Feria de Santa Teresa: a mediados de octubre.
- Moya: caracterizada por el cultivo de frutales.
- Las Mayoralas, es una localidad que se utiliza como aldea de casas rurales. Se encuentra por debajo de Periana, a la cola del Pantano de La Viñuela. Aquí se celebra la romería de San Isidro Labrador, patrón de Periana.
- Pollo Pelao: se encuentra entre Periana y Alcaucín.

## Geografía humana

### Demografía
Cuenta con una población de 3350 habitantes (INE 2024).
| Gráfica de evolución demográfica de Periana entre 1842 y 2021                                                         |
| |
| Población de derecho según los censos de población del INE. Población de hecho según los censos de población del INE. |

### Economía
La agricultura de Periana se basa en la producción de aceite y melocotón, que muchos consideran el mejor de España. También cultivan naranjas, limones, almendras y otros frutos de la tierra. En verano se caracteriza por su producción de tomates.

#### Cultivos arbóreos
Representados, fundamentalmente, por olivos, almendros y frutales como el peral, el melocotonero y, cada vez más, higos, chumbos, ciruelas, frutas tropicales. Cabe destacar la enorme importancia de estos árboles, no sólo desde el punto de vista ecológico y social sino también desde el punto de vista histórico, ya que muchos ejemplares, como olivos y algarrobos, a menudo son de gran antigüedad, alcanzando algunos más de 500 años. Estos árboles han ido adquiriendo un porte majestuoso y merecen ser catalogados como árboles singulares y, por supuesto, dignos de protección contra la tala.

#### Evolución de la deuda viva municipal
| Gráfica de evolución de Deuda viva del Ayuntamiento de Periana entre 2008 y 2019                                |
| |
| Deuda viva del Ayuntamiento de Periana en miles de Euros según datos del Ministerio de Hacienda y Ad. Públicas. |

### Transporte público
Periana no está integrado formalmente en el Consorcio de Transporte Metropolitano del Área de Málaga, aunque las siguientes líneas de autobuses interurbanos operan en su territorio:
| Línea | Trayecto                                 |
| ----- | ---------------------------------------- |
| M-364 | Málaga-Periana (por Torre de Benagalbón) |

## Fiestas en Periana
En el municipio de Periana se celebran numerosas fiestas, que son las siguientes:
- Feria del Aceite Verdial: tiene lugar en abril, sobre el día 15 aproximadamente. Este día puedes disfrutar del desayuno molinero, que está compuesto de aceite, bacalao, pan, habas, etc.
- Feria de San Isidro Labrador: feria en honor al patrón del pueblo, se celebra el día 15 de mayo y tiene lugar durante 4-5 días. Este día se saca al santo de la Iglesia y se pasea a hombros por todo el pueblo.
- Romería San Isidro Labrador: se celebra a principio de junio. El patrón es llevado en un carreta, que es tirada por unos bueyes; se dirigen a la cola del Pantano de La Viñuela, donde los habitantes del pueblo y personas ajenas disfrutan de 2-3 días al aire libre con música, baile, etc.
- Feria del Melocotón: en torno al 25 de julio aproximadamente. Este día se realizan actividades gastronómicas en las cuales el melocotón es el ingrediente principal.
- Feria de Agosto: se celebra a finales de agosto, 23 aproximadamente. Este día tiene la intención de agasajar a los inmigrantes que están en el pueblo de vacaciones, y también para despedir el verano. Se puede disfrutar de una feria en familia con múltiples actividades populares para niños, como por ejemplo: Carrera de sacos, carrera de bicicletas, y juegos de agua (fiesta de la espuma y toboganes de agua en el centro del pueblo).

## Administración y política
La administración política de la ciudad se realiza a través de un Ayuntamiento de gestión democrática, cuyos componentes se eligen cada cuatro años por sufragio universal. El censo electoral está compuesto por los residentes mayores de 18 años, de España y de los restantes Estados miembros de la Unión Europea, empadronados en Periana. Según lo dispuesto en la Ley del Régimen Electoral General, que establece el número de concejales elegibles en función de la población del municipio, la Corporación Municipal de Periana está formada por 11 concejales. 

### Resultados de las elecciones municipales de 2023
| Candidatura     | Candidatura                              | Votos | %                               | Escaños                         |
| --------------- | ---------------------------------------- | ----- | ------------------------------- | ------------------------------- |
|                 | Partido Socialista Obrero Español (PSOE) | 611   | 32,52                           | 4                               |
|                 | Partido Popular (PP)                     | 532   | 28,31                           | 3                               |
|                 | Con Andalucía (Podemos-IU-MP-IdPA)       | 465   | 24,75                           | 3                               |
|                 | Por Mi Pueblo (PMP)                      | 245   | 13,04                           | 1                               |
| Votos en blanco | Votos en blanco                          | 26    | 1,38                            | n/a                             |
| Votos válidos   | Votos válidos                            | 1879  | 100                             | 11                              |
| Votos nulos     | Votos nulos                              | 66    | Participación: \| \| 78,24 % \| | Participación: \| \| 78,24 % \| |
| Votantes        | Votantes                                 | 1945  | Participación: \| \| 78,24 % \| | Participación: \| \| 78,24 % \| |
| Electores       | Electores                                | 2486  | Participación: \| \| 78,24 % \| | Participación: \| \| 78,24 % \| |
|                 | 78,24 %                                  |       |                                 |                                 |

Entorno de Periana
Cerca de Periana y desviándose de la carretera que conduce a Mondrón, llegamos a un paraje conocido como Baños de Vilo. En este paraje nos encontramos con varias hileras de casas y unas instalaciones sin usar, en torno al antiguo Balneario de Vilo. Hay un hermoso nacimiento de aguas con propiedades curativas y terapéuticas, que durante el siglo XVIII y XIX constituyeron uno de los balnearios más famosos de Andalucía. Ahora, tan solo quedan unas paredes y una poza que mana un agua milagrosa para la salud.
| Periodo   | Nombre                                             | Partido   |
| --------- | -------------------------------------------------- | --------- |
| 1979-1983 | Rafael Zorrilla Moreno                             | PSOE      |
| 1983-1987 | Rafael Zorrilla Moreno                             | PSOE-A    |

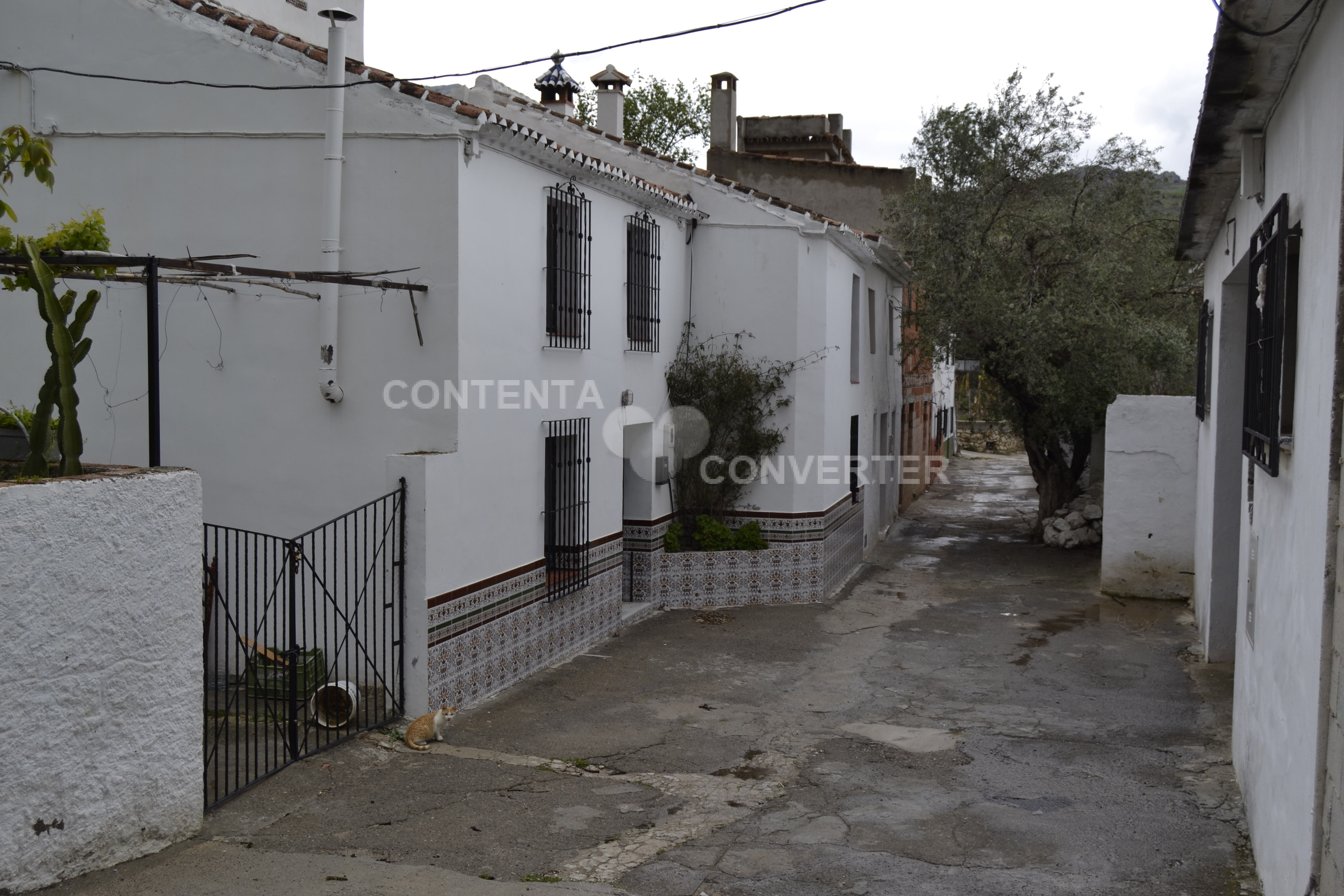
Baños de Vilo en marzo de 2012

| 1987-1991 | Juan Antonio Ortigosa Pérez Rafael Zorrilla Moreno | PP PSOE-A |
| 1991-1995 | Rafael Zorrilla Moreno                             | PSOE-A    |
| 1995-1999 | Rafael Zorrilla Moreno                             | PSOE-A    |
| 1999-2003 | Juan Peñas Toledo                                  | IULV-CA   |
| 2003-2007 | Adolfo Moreno Carrera                              | PSOE-A    |
| 2007-2011 | Adolfo Moreno Carrera                              | PSOE-A    |
| 2011-2015 | Rafael Torrubia Ortigosa                           | PSOE-A    |
| 2015-2019 | Rafael Torrubia Ortigosa                           | PSOE-A    |
| 2019-2023 | Rafael Torrubia Ortigosa (2023-2024)               | PSOE-A    |
| 2023-act. | Meritxell Vizuete                                  | PSOE-A    |

## Personas destacadas
- Fernando Labrada Martín, Pintor, grabador y restaurador.
- José Fernández Gómez, Periodista, publicista y catedrático nacionalizado colombiano.
- Carlos Alba Moreno, Ingeniero mecatrónico, poeta, piloto, DJ y personaje ilustre.

## Paisaje
En Periana la sierra hace un descanso en pequeñas lomas y largas cuestas de formas suaves, para volver a ahondar el territorio en barrancos que caen hasta el río Guaro, antes de que este río se ensanche en el Embalse de la Viñuela. Paisaje agreste de montaña al norte, entre la Sierra de Alhama y la de Gallo-Vilo, que obliga a serpentear la carretera que sube hacia Alfarnate, en uno de los parajes más atractivos de su territorio: el Puerto del Sol.
Cuando se desciende de la Sierra, desde el caserío de Vilo hasta el de la Muela, pasando por el núcleo de Guaro, el entorno que le rodea es de suaves pendientes y cubiertas de olivos, pastos y cereales. Y donde el agua está disponible, al panorama se le unen los frutales (especialmente melocotoneros) que van en aumento a medida que las huertas se acercan a las riberas del río. Allí abundan los naranjos y limoneros que hacen de esta zona una de las más productivas.